# Hans-Georg Joost
Hans-Georg Joost  (* 27. Februar 1948 in Duderstadt) ist ein deutscher Pharmakologe.

## Werdegang
Hans-Georg Joost studierte Chemie und Medizin an der Georg-August-Universität Göttingen und wurde 1972 mit einer Arbeit über antibiotisch wirksame Aktinomycetenfarbstoffe in organischer Chemie (bei Hans Brockmann) bzw. 1979 mit einer Arbeit über blutzuckersenkende Sulfonylharnstoffe in Medizin (bei Arnold Hasselblatt) promoviert. Von 1970 bis 1972 war er wissenschaftlicher Mitarbeiter am Organisch-Chemischen Institut der Universität Göttingen. Nach der Assistentenzeit am Pharmakologischen Institut in Göttingen habilitierte er sich 1981 für das Fachgebiet Pharmakologie und Toxikologie. Die folgende Dozententätigkeit an der Universität Göttingen wurde durch einen Forschungsaufenthalt in den USA am National Institute of Diabetes, Digestive and Kidney Diseases, National Institutes of Health in Bethesda, MD unterbrochen. 1991 folgte er dem Ruf auf die C4-Professur für Pharmakologie und Toxikologie an das Universitätsklinikum Aachen der Rheinisch-Westfälischen Technischen Hochschule Aachen und leitete bis 2001 das dortige Institut für Pharmakologie und Toxikologie. 2002 wurde Joost als Vorstandsmitglied für den Bereich Wissenschaft an das Deutsche Institut für Ernährungsforschung Potsdam-Rehbrücke berufen und erhielt gleichzeitig den Lehrstuhl für Pharmakologie der Universität Potsdam. 
Die Forschungsgebiete von Hans-Georg Joost sind die Pathogenese und Genetik von Adipositas und Typ-2-Diabetes.

## Ehrungen
- 2003: Mitgliedschaft, Deutsche Akademie der Naturforscher Leopoldina[4]
- 2010: Paul-Langerhans-Medaille der Deutschen Diabetes-Gesellschaft
- 2014: DAG Medaille der Deutschen Adipositas-Gesellschaft
- 2017: Von Mering Medaille des Deutschen Diabetes Zentrums[5]
- 2017: Emeritus of Excellence, Deutsches Zentrum für Diabetesforschung[6]